# Revolutionsfilm
Unter Revolutionsfilm versteht man im engeren Sinne ein Genre des sowjetischen Films  in der Zeit von 1918 bis Mitte der 1930er-Jahre, in dem die Oktoberrevolution und der Russische Bürgerkrieg thematisiert wurden. Die Filmemacher des Revolutionsfilms verstanden sich in ihrem didaktischen Ansatz selbst als Teil dieser Revolution. Im weiteren Sinne wird der Begriff auch für Historienfilme verwendet, in denen Revolutionen als Handlungshintergrund dienen.

## Der sowjetische Revolutionsfilm
Bereits 1919 hatte Lenin verfügt, die Filmindustrie zu verstaatlichen, nachdem er die Massenwirksamkeit des Mediums Film erkannt hatte. Unter dem direkten Eindruck des Sturzes des Zarismus und der Machtübernahme der Bolschewiki entstanden in der Sowjetunion Spielfilme, in denen die historische Bedeutung der Ereignisse herausgestellt wurden und die dazu dienten, in agitatorischer Weise die Zuschauer von den Ideen der Revolution zu überzeugen. Der Begriff des Revolutionsfilms wurde in den 1920er-Jahren geprägt. Bedeutender Vertreter des Revolutionsfilms war Sergei Eisenstein, der in seinen Filmen Streik (1925), Panzerkreuzer Potemkin (1925) und Oktober (1928) einen didaktischen, bewusstseinsbildenden Ansatz mit der avantgardistischen Ästhetik seiner dynamischen Bildmontage verband. Während Eisenstein mit dieser Attraktionsmontage vor allem die Macht des Kollektivs darstellen wollte, erzählten andere Filmemacher des Revolutionsfilms eher episch, voll Pathos und auf Einzelschicksale konzentriert, etwa Wsewolod Pudowkin in Die Mutter (1927), Das Ende von St. Petersburg (1927) und Sturm über Asien (1928) oder Olexandr Dowschenko in Arsenal (1928). Mit der endgültigen Etablierung der Herrschaft Stalins endete der Revolutionsfilm; statt der ideologischen Mobilisierung der Massen legte der sowjetische Film nun mehr Gewicht auf staatstragende und die Personen Lenin und Stalin verherrlichende Filme.

## Revolutionsfilme im weiteren Sinne
Während Filme wie Warren Beattys Reds (1981) die Revolution eher als Hintergrund für die romantische Spielhandlung nutzten, verstanden sich vor allem in Lateinamerika in den 1960er und 1970er Jahren einige Filmemacher als Schöpfer revolutionären Kinos. Tomás Gutiérrez Alea erzählte etwa 1960 in Geschichten der Revolution in teilweise dokumentarischer Weise von der Revolution auf Kuba 1959. Auch Pino Solanas verfolgte ein Konzept eines „Kinos der Revolution“, etwa in seinem Film Die Stunde der Hochöfen von 1968, der sich der Eisensteinschen Ästhetik bedient. Glauber Rocha drehte mit Der Löwe mit den sieben Köpfen (1970) ebenfalls einen Film, der die Revolution in der Dritten Welt zum Thema hatte.